# Asvějské jezero
Asvějské jezero (bělorusky Асвейскае возера nebo Асьвейскае возера, rusky Освейское озеро nebo Освея) je jezero v Hornodvinském rajóně Vitebské oblasti v Bělorusku. Má rozlohu 52,8 km². Jeho maximální délka je 11,4 km a maximální šířka 7,8 km. Dosahuje maximální hloubky 7,5 m, při průměrné hloubce 2 m. Leží v nadmořské výšce 129,8 m.

## Dno, pobřeží
Dno jezera je tvořené jílem. Délka pobřeží je 33,4 km Nízké břehy jsou tvořené rašelinou a pískem. Na západním břehu se nachází Asvějská bažina. V okolí jsou hromady sapropelu. Přibližně 40 % hladiny zarůstá.

## Ostrov
V západní části jezera se nachází ostrov o rozloze přibližně 5 km² a výšce 30 m.

## Vodní režim
Do jezera ústí řeka Vydranka a kanál. Z jezera odtéká řeka resp. kanál Degtjarjovka do jezera Lisno. Povodí jezera má rozlohu 259 km² a náleží k povodí řeky Drysy. Při vyšších stavech vody je zatápěn břeh jezera do vzdálenosti až 1,5 km.

## Vlastnosti vody
Voda je mírně mineralizovaná (200 až 250 mg/l). Průzračnost dosahuje 2,3 m.

## Fauna
V jezeře žije mnoho ryb. Jsou to především cejn velký, candát obecný, štika obecná, karas obecný, mník jednovousý, kapr obecný. Hnízdí zde labuť velká, racek malý a mnoho dalších vodních ptáků. Ze savců jsou zastoupeni bobr evropský a ondatra pižmová.

## Osídlení
Na břehu leží sídlo městského typu Osvěja.